# 위니 비아니마
위니프레드 "위니" 비아니마(영어: Winifred "Winnie" Byanyima, 1959년 1월 13일 ~ )는 우간다의 항공우주학자이자, 정치인, 외교관이다. 11년 동안 우간다 국회의원을 지냈으며 2006년부터 유엔 개발 계획 개발정책부서에서 일했다. 2013년에는 영국 국제구호단체 옥스팜의 사무총장직으로 취임했다.
비아니마 총장은 2015년 다보스포럼 참석을 앞두고 "부유층과 빈곤층간 격차가 빠른 속도로 커져 상위 1%가 전 세계 부에서 차지하는 비중이 2009년 44%에서 2014년 48%로, 2016년에는 50% 이상으로 확대될 것"이라고 전망하여 부의 불평등 문제를 포럼의 주요 의제로 부상시켰다. 또 다보스포럼이 공정하고 잘 사는 세상을 막는 기득권층에 맞서는 장이 되어야 한다는 생각도 밝혔다.